# Stop (cântec de Spice Girls)
Stop este un single al formației britanice Spice Girls, pe albumul Spiceworld.